# 多布雷蒂契
多布雷蒂契是波斯尼亚和黑塞哥维那实体之一波黑联邦中波斯尼亞州的市镇。市镇面积为59平方公里，2013年人口数量为1,629人。
该市镇为波黑联邦历史最短、面积最小的市镇之一，也是最贫困的市镇之一。战前该市镇是斯肯代尔瓦库夫市镇（现名克内热沃）的一部分。

## 人口
2013年人口普查时多布雷蒂契市镇有1,629名居民：
|            | 2013年         | 1991年         |
| 总计       | 1,629 (100,0%) | 4,790 (100,0%) |
| 克族       | 1,626 (99,82%) | 4,720 (98,54%) |
| 其他       | 2 (0,123%)     | 42 (0,877%)    |
| 塞族       | 1 (0,061%)     | 6 (0,125%)     |
| 南斯拉夫人 |                | 19 (0,397%)    |
| 波族       |                | 3 (0,063%)     |